# Samuel (prorok)
Samuel (hebrejsky: שְׁמוּאֵל, Šmu'el, vyslyšel Bůh) je starozákonní prorok a soudce. Byl synem Elkány, jenž pocházel z kmene Levi a Korachova rodu. Jeho matka se jmenovala Chana. Podle židovské tradice Samuel sepsal tyto biblické knihy: celou Knihu Soudců a Knihu Rút a částečně 1. knihu Samuelovou, neboť jsou v ní zmínky o jeho smrti.

## V Bibli

### Dětství a mládí
Samuelův otec Elkana byl člověk věrný izraelskému náboženskému řádu a měl 2 manželky (viz polygamie v Bibli). Samuelova matka Chana nemohla mít děti, a tak si Samuela vymodlila. V raném věku jej rodiče odvedli do Šíla k veleknězi Élímu. V těchto místech se vzdělával a rostl. Samuel patřil k nazírejské sektě. Nazírem je v bibli pojmenován ten, kdo se načas zasvětil Bohu a po tuto dobu musel dodržovat určité příkazy. Nesměl si stříhat vlasy, nemohl mít žádný kontakt s mrtvým, i kdyby šlo o blízké rodinné příslušníky, musel se vzdát veškerých pochutin z hroznů. Do skupiny těchto lidí patřil také například Samson.
Samuel toho za svůj život viděl a zažil velmi mnoho. Narodil se do doby, kdy poslední velekněz Élí lpěl na starém a neviděl, jak jeho synové ujídají maso z obětin. Šlo o velmi nepříjemný konec období soudců. Lidé ztráceli pojem o duchu a zajímala je spíše forma.
Jeho nejvýznamnějším dílem je tzv. První a Druhá kniha Samuelova. Knihy byly dle rabínské tradice původně jednou knihou, která však byla v prvním řeckém překladu Tanachu rozdělena. Kniha dává nahlédnout do duchovního pozadí historických událostí. Hlavními postavami tu jsou velekněz a soudce Élí, prorok Samuel, králové Saul a David. Obsah se zaobírá dobou, kdy pomalu končila doba soudců (soudci jsou myšleni kmenoví vůdci, osoby, které měly velmi výrazné charisma a rovněž velkou autoritu – např. Samson), a začínalo období králů. Jde sice o vcelku malé časové období, ale hrálo velmi významnou roli.

### Soudce
Samuel v období své dospělosti působil jako poslední izraelský soudce, s tím také souviselo, že cestoval po zemi. Kvůli postavení proroka, skrz něhož mluví Bůh, na něm ležela tíha rozhodování. V této době napadli osady Izraelitů Pelištejnci. Izraelité si do bitvy přinesli „svého boha“ v podobě Archy úmluvy. Proč ji tam nosili? Nevěřili snad, že Bůh je s nimi? Nejspíš potřebovali něco hmatatelného, jako znak svého přesvědčení, nestačila jim jen víra. Nakonec je však Pelištejnci porazili a zmocnili se Archy úmluvy (za určitou dobu ji ale rádi vrátili, protože „cizí“ Bůh mučil jejich města). Poté, co se Élí dozvěděl o ztrátě, „spadl ze svého stolce a zemřel“.
Na Samuelova bedra dopadla tíha rozhodnutí a činů. Odcizení Archy a smrt Élího byly pro Izraelity ranami. Samuel navštěvoval různá místa a kázal Tóru. Hlásal lidem pomíjivost formy a důležitost obsahu (vrcholem jeho snažení bylo, že za dvacet let sezval Izraelity do Micpy, kde „uzavřel symbolickou smlouvu s Bohem“). Další nelehkou otázkou bylo, zda v této situaci mají Izraelité přijmout krále, a pokud ano, v jaké podobě. Na scéně se objevil hezký a charismatický, benjamínovský, partyzánský velitel Saul. Saul byl člověk, který, jak by se dnes mohlo říct, prožil svůj „americký sen“.
Začal od nuly a jen svou pílí se vypracoval. Ale ne ke všemu se lze dostat pouhým vlastním úsilím. Proto v jeho povahovém rejstříku nikdy nehrála prim vlastnost zvaná diplomatická zručnost. Z toho pramení jeho neschopnost si získat podporu severních kmenů. Samuel velmi dlouho váhal, zda má či nemá pomazat Saula. Byl ochoten jmenovat Saula charismatickým vůdcem – „magidem“, ale nevěděl, zda má být také „melekem“ – dědičným králem. S pozicí meleka bylo totiž spjato vybírání kmenových poplatků. Vzhled a vystupování však dostalo na Saulovu stranu lid. Tak se Samuel zeptal Boha o radu. Ten mu řekl, ať jej ustaví králem. Smůla však se lepila Saulovi na paty, a tak rok po jeho korunovaci byla jeho armáda rozdrcena v pohoří Gilbóa pelištejnským vojskem, v této bitvě padl král Saul i se svým synem. Je nutné poznamenat, že velkou zásluhu na tomto výsledku mělo nedostatečné vojenské zázemí.
Mezi Saulovými žoldnéři se objevil David. Byl vycvičen v pelištejnských řadách, takže se dobře vyznal ve válečném umění. Shromáždil okolo sebe několik „profesionálních“ velitelů, slíbil léno. David chytře vyčkal, než propuknou potyčky proti Saulově nástupci Išbálovi, které měly za následek jeho smrt. Měl volné pole působnosti. David nastoupil na trůn formou smlouvy. Je považován za nejúspěšnějšího krále, i když proti němu bylo dost spiknutí. Základem jeho moci byla silná armáda. V době jeho panování však zemřel Samuel, což bylo pro Davida výhodné, protože část Samuelovy „duchovní autority“ přešlo na Davida.

### Životní odkaz
Samuel byl významný člověk. Učil návrat k duchovním hodnotám. Byl „posledním soudcem Izraelského lidu“ a „velký otec proroků“. Vyvedl Izraelity z těžké chvíle tím, že jim ukázal pravou podobu Boha. Toto vše jej řadí na přední místa v židovské historii. Když Samuel zestárnul, ustanovil Izraeli za soudce své syny. Jméno jeho prvorozeného syna bylo Joel a jméno druhého Abijáš; byli soudci v Beer-šebě.

## V islámu
Samuel je zmiňován i v islámské tradici a vystupuje v Koránu, ačkoliv tam není jmenován jménem. Jeho příběh je spojen tradičně s životy izraelských králů, Saula a Davida.
Samuel podle Koránu varoval izraelský lid před tím, aby si přáli mít nad sebou krále. Izraelité však říkali, že potřebují krále, který bude vojevůdcem a bude je vést. Ale Samuel je varoval, že král je bude nutit bojovat i tehdy, až se jim nebude chtít. Daná pasáž pochází z první medínské súry, kdy se Mohamed stal vládcem a vojevůdcem Medíňanů.
Cožpak jsi neviděl velmože z dítek Izraele, když po Mojžíšově smrti pravili jednomu z prorok svých (Samuelovi): „Ustanov mezi námi krále, abychom mohli bojovat na stezce Boží!“ I odvětil: „Možná, že až vám bude předepsáno bojovat, vy bojovat nebudete!“ Odpověděli: „A proč bychom neměli bojovat na stezce Boží, když jsme byli vyhnáni ze sídel svých i od synů svých?“
Avšak když jim bylo předepsáno bojovat, obrátili se zády s výjimkou několika málo z nich. A Bůh dobře zná nespravedlivé.

Korán 2:246
Ze stejné súry pochází také text, v němž se někteří z velmožů stěžují Samuelovi, že Saul není dost bohatý. Pravděpodobně jde o paralelu k Mohamedově vlastní situaci v Mekce a Medíně.
A řekl jim prorok jejich (Samuel): „Bůh vám posílá Saula (Talút ) jako krále.“ Pravili: „Jak by nám tento mohl vládnout, když my máme větší nárok na vládu než on, jenž nemá dostatek majetku?“ Odvětil: „Bůh jej pro vás vyvolil a obohatil jej ve vědění i v síle tělesné. Bůh dává vládu Svou tomu, komu chce, a Bůh je nesmírný, vševědoucí.“
I pravil jim prorok jejich: „Věru znamením vlády jeho bude to, že přijde k vám schránka úmluvy, v níž je bezpečí od Pána vašeho a ostatky toho, co zanechala rodina Mojžíšova a rodina Árónova, a ponesou ji andělé. A bude to pro vás věru znamení, jste-li věřící!“
Korán 2:247-248
Samuel také údajně prorokoval o příchodu Ježíše Krista a Mohameda.